# Johnson-Insel (Antarktika)
Die Johnson-Insel ist eine 14 km lange, 8 km breite und vereiste Insel innerhalb des Abbot-Schelfeises vor der Eights-Küste des westantarktischen Ellsworthlands. Sie liegt 22 km südöstlich der Dustin-Insel.
Sie wurde von der Besatzung des Eisbrechers Glacier im Februar als Eiskuppel entdeckt und die Position grob festgehalten. Der United States Geological Survey nahm mittels Luftaufnahmen der United States Navy im Jahr 1966 eine neuerliche kartografische Erfassung vor. Das Advisory Committee on Antarctic Names benannte die Insel 1968 nach Theodore L. Johnson, Elektroingenieur auf der Byrd-Station von 1964 bis 1965.